# Willy Vanden Berghen
Willy Vanden Berghen (Vilvoorde, 3 de julio de 1939 -  30 de marzo de 2022) fue un ciclista belga que fue profesional entre 1960 y 1966. Durante su carrera profesional consiguió 12 victorias, entre las que destaca una etapa en el Tour de Francia de 1962.
Como amateur consiguió notables éxitos, destacando la medalla de bronce de los Juegos Olímpicos de Roma en 1960.

## Palmarés
- 1958

1º en la Flèche du Sud
- 1960

 Medalla de bronce en los Juegos Olímpicos de Roma
1º en la Braine-le-Comte
1º en la Marche-en-Famenne
1º en la Gran Premio de la Famenne
- 1961

1º en la Buggenhout
1º en el Tour de Flandes oriental
- 1962

1º en la Gran Premio de Mónaco
1º en Malines
1º en la Woluwé - St Lambert
Vencedor de una etapa en el Tour de Francia
Vencedor de una etapa de la París-Niza
- 1963

1º en Tirlemont
1º en Petegem-aan-de-Leie

### Resultados en el Tour de Francia
- 1962. 34º de la clasificaciós general. Vencedor de una etapa